# Hydrographie

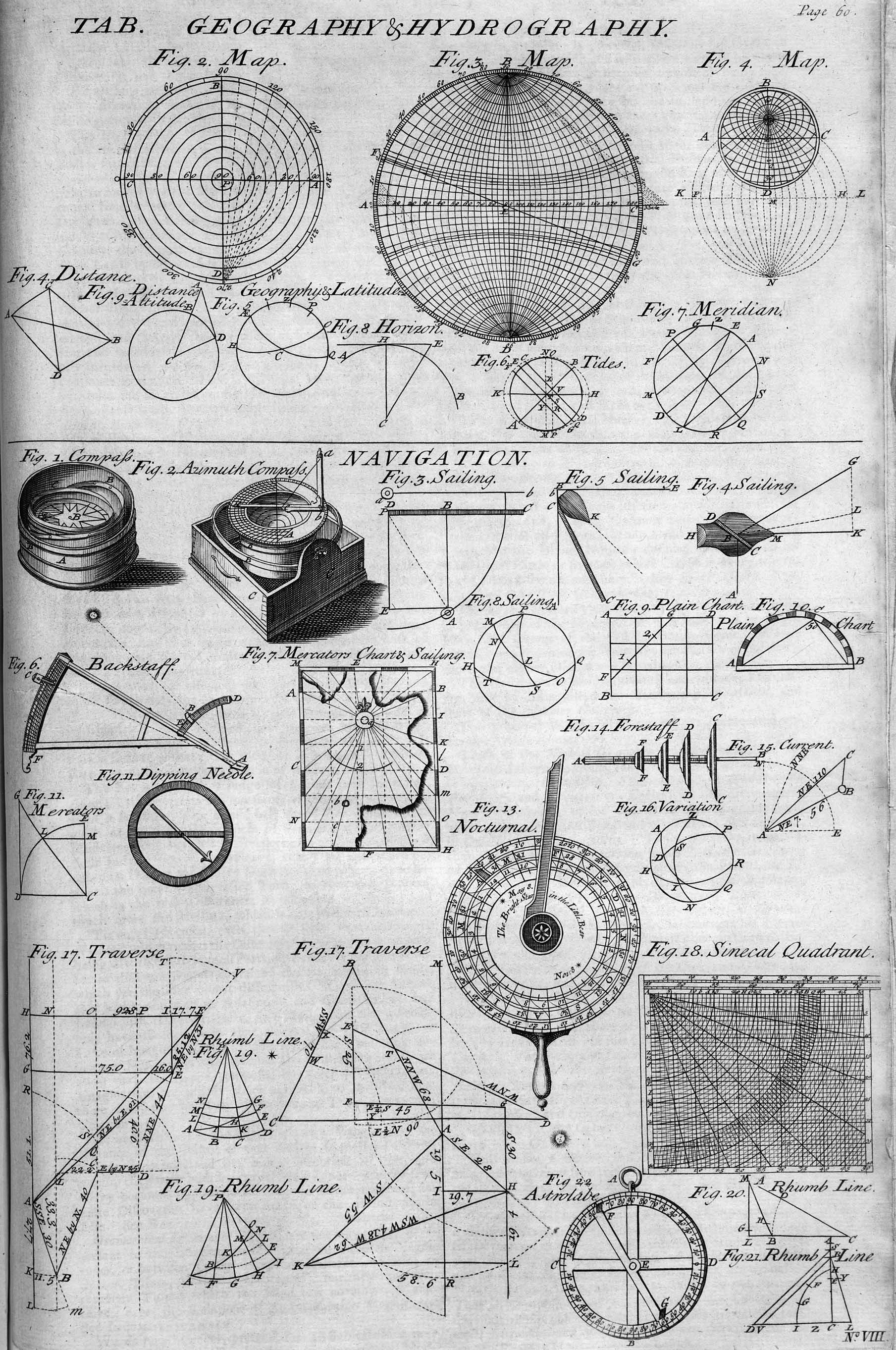
Hydrographische Zeichnung

Die Hydrographie ist gemäß der Definition der International Hydrographic Organization ein Zweig der angewandten Wissenschaften, der sich mit der Messung und Beschreibung der physikalischen Eigenschaften von Ozeanen, Meeren, Küstengebieten, Seen und Flüssen beschäftigt. Forschungsinhalt ist die Vorhersage von Veränderungen der Gewässer im Laufe der Zeit. Sie dient in erster Linie der Unterstützung des Sicherheitswesens in der Schifffahrt und anderer Meeresaktivitäten. Die Forschung schließt aber auch wirtschaftliche Entwicklungen, wissenschaftlichen Fortschritt und Umweltschutz ein.
National unterscheiden sich die Definitionen der Hydrographie teilweise, siehe den Abschnitt Weitere Definitionen.

## Geschichte

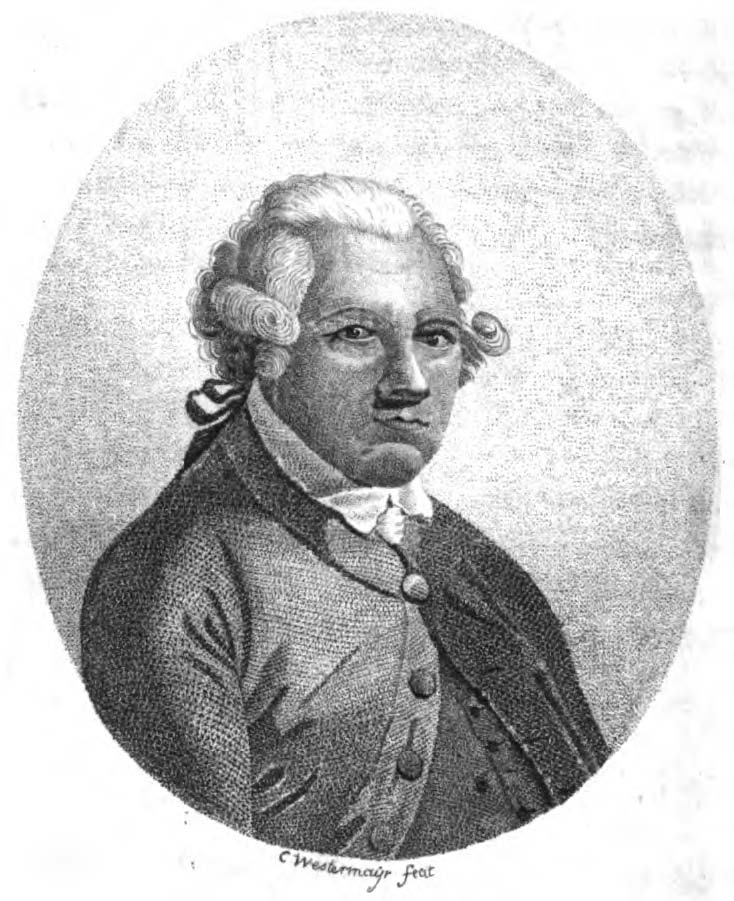
Alexander Dalrymple

Die Ursprünge der Hydrographie liegen in der Erstellung von Karten zur Unterstützung der Navigation durch neue Gewässer. Diese waren normalerweise Privateigentum, sogar streng gehütete Geheimnisse von Einzelpersonen, die sie zum kommerziellen oder als militärischen Vorteil nutzten. Als der transozeanische Handel und die Erkundung der Meere zunahmen, begannen hydrographische Untersuchungen. Die Beauftragung von Untersuchungen wurde zunehmend von Regierungen und speziellen hydrographischen Ämtern durchgeführt. Nationale Organisationen, insbesondere die Marine, erkannten, dass die Sammlung, Systematisierung und Verbreitung dieses Wissens große organisatorische und militärische Vorteile verschaffte. So wurden engagierte nationale hydrografische Organisationen für die Sammlung, Organisation, Veröffentlichung und Verbreitung von Hydrographien, die in Karten und Segelanweisungen integriert sind, gegründet.
Vor der Gründung des Hydrografischen Amtes des Vereinigten Königreichs waren die Kapitäne der Royal Navy für die Bereitstellung der Karten verantwortlich. In der Praxis führte dies dazu, dass Schiffe oft mit unzureichenden Informationen fuhren und dass bei der Vermessung neuer Gebiete die Daten selten alle Personen erreichten, die diese benötigten. Die Britische Admiralität ernannte Alexander Dalrymple 1795 zum „Hydrographen der Marine“ mit der Aufgabe, Karten zu sammeln und an Schiffe zu verteilen. Innerhalb eines Jahres wurden Karten aus den vorangegangenen zwei Jahrhunderten zusammengestellt und der erste Katalog veröffentlicht. Die erste Karte, die unter der Leitung der British Admiralty erstellt wurde, war eine Karte der Bucht von Quiberon in der Bretagne und erschien 1800.
Unter Kapitän Thomas Hurd erschienen die ersten professionellen Richtlinien. Diese wurden der Öffentlichkeit und auch anderen Nationen zugänglich gemacht. Im Jahr 1829 entwickelte Konteradmiral Francis Beaufort als Hydrograph die Beaufort-Skala und veröffentlichte 1834 die erste offizielle Gezeitenrechnung. Das Hydrographische Amt erfuhr während des gesamten 19. Jahrhunderts eine stetige Expansion; 1855 listete der Kartenkatalog 1.981 Karten auf, die die ganze Welt kartografierten, und produzierte jährlich über 130.000 Karten, von denen etwa die Hälfte verkauft wurde.
Das Wort „Hydrographie“ kommt aus dem Altgriechischen und setzt sich aus den Wörtern ὕδωρ („hýdor“), „Wasser“ und γράφω („graphō“), „schreiben“ zusammen.

## Überblick

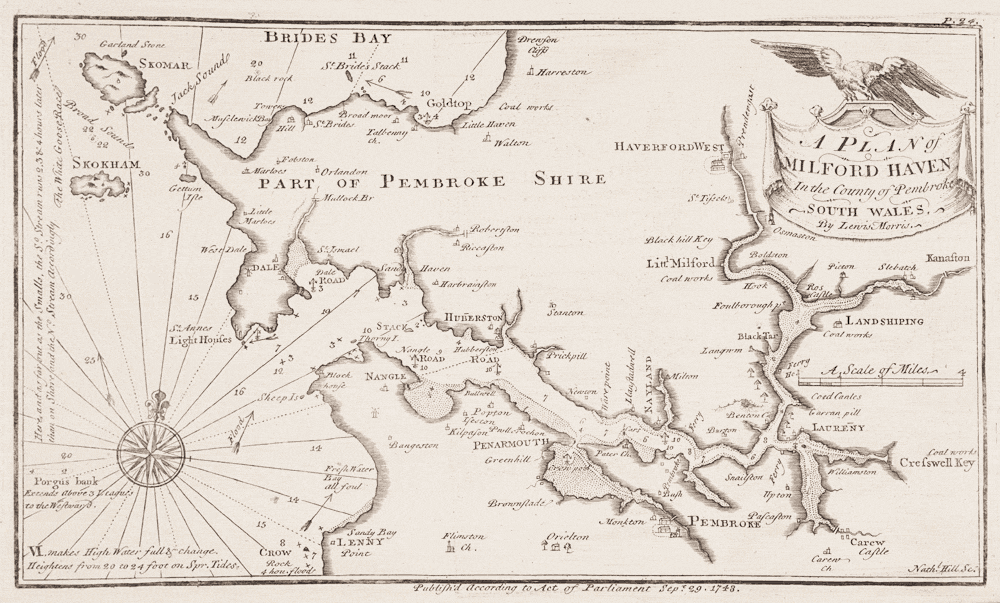
Vermessung des strategischen Hafens von Milford Haven, erstellt von Lewis Morris im Jahr 1748

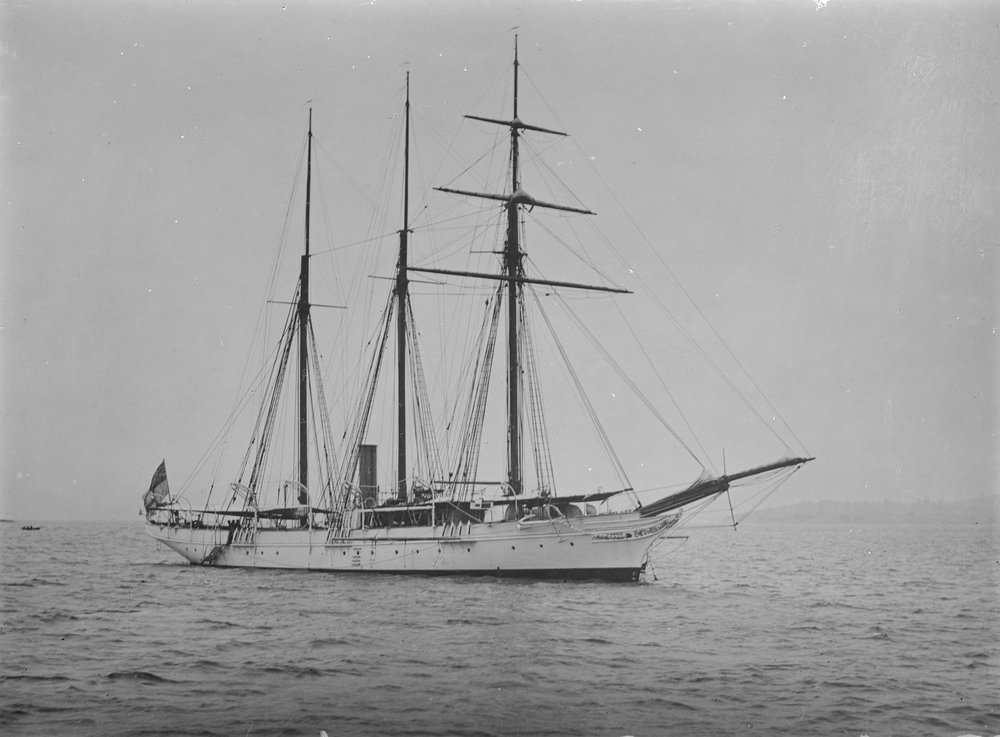
HMS Waterwitch, ein hydrografisches Vermessungsschiff

Die hydrographische Vermessung von großen Gebieten wird normalerweise von nationalen oder internationalen Organisationen durchgeführt, die die Datenerfassung durch präzise Vermessungen fördern und Karten und beschreibendes Material für Navigationszwecke veröffentlichen. Die Erforschung von Meeresressourcen ist eine bedeutende Einsatzmöglichkeit der Hydrographie, sie konzentriert sich hauptsächlich auf die Suche nach Kohlenwasserstoffen.
Hydrografische Messungen umfassen die Gezeiten-, Meeresströmungs- und Welleninformationen der physikalischen Ozeanografie. Sie umfassen Boden-Messungen, mit besonderem Schwerpunkt auf jene geografische Merkmale die eine Gefahr für die Schifffahrt darstellen würden, wie Felsen, Untiefen oder Riffe. Bodenmessungen umfassen auch die Erfassung der Beschaffenheit des Bodens in Bezug auf eine effektive Verankerung. Im Gegensatz zur Ozeanographie umfasst die Hydrographie natürliche und künstliche Küstenmerkmale, die bei der Navigation helfen. Daher kann eine hydrographische Vermessung die genauen Position und Darstellung von Hügel, Bergen und sogar Leuchttürmen enthalten, die bei der Feststellung der Position eines Schiffes helfen.
Die Hydrographie hat, hauptsächlich aus Sicherheitsgründen, eine Reihe von Konventionen aufgenommen, die sich auf die Darstellung der Daten auf Seekarten ausgewirkt haben. Hydrografische Karten sind so aufgebaut, dass sie sichere Wege darstellen, und neigen daher normalerweise dazu, die geringsten Tiefen beizubehalten und gelegentlich die tatsächliche U-Boot-Topographie zu betonen, die auf bathymetrischen Karten dargestellt würde. Erstere sind die Werkzeuge des Seemanns, um Unfälle zu vermeiden. Letztere sind die besten Darstellungen des tatsächlichen Meeresbodens, wie in einer topografischen Karte, für wissenschaftliche und andere Zwecke. Trends in der hydrographischen Praxis seit 2003 haben zu einer Verringerung dieses Unterschieds geführt, da viel mehr hydrografische Ämter Datenbanken führen und dann nach Bedarf sichere Karten herstellen. Damit verbunden ist eine Präferenz für Multi-Use Surveys, so dass die gleichen Daten, die für Seekartenzwecke erhoben werden, auch für bathymetrische Darstellungen verwendet werden können.
Obwohl an manchen Stellen hydrografische Vermessungsdaten in ausreichendem Detail gesammelt werden können, um die Bodentopografie in einigen Gebieten darzustellen, zeigen hydrografische Karten nur Tiefeninformationen, die für eine sichere Durchfahrt relevant sind und sollten nicht als ein Produkt betrachtet werden, das die tatsächliche Form des Bodens darstellt. Wenn es beispielsweise einen tieferen Bereich gibt, der nicht vermessen werden kann, weil er von seichtem Wasser umgeben ist, wird dieser Bereich möglicherweise nicht dargestellt. Die farbgefüllten Bereiche, die unterschiedliche Flachwasserbereiche zeigen, sind nicht das Äquivalent von Konturen auf einer topografischen Karte, da sie oft seewärts der tatsächlich flachsten dargestellten Tiefe gezeichnet werden. Ein weiteres Problem ist der Mangel an detaillierten Tiefendaten von hochauflösenden Sonarsystemen. In abgelegeneren Gebieten wurden die einzigen verfügbaren Tiefeninformationen mit Leinen gesammelt. Diese Methode lässt in Abständen eine Leine mit Gewichten auf den Grund fallen und zeichnet die Tiefe auf, oft von einem Ruder- oder Segelboot aus. Oft entspricht der Kurs des sammelnden Bootes nicht den heutigen GPS-Navigationsgenauigkeiten. Eine hydrografische Karte verwendet die besten verfügbaren Daten und weist in einem Warnhinweis oder in der Legende auf ihre mögliche Ungenauigkeit hin.
Die Hydrographie von Bächen enthält Informationen über das Bachbett, Ströme, Wasserqualität und des umgebenden Landes.
Die Hydrographie von Flüssen und Bächen ist ein integraler Bestandteil der Wasserwirtschaft. Die meisten Stauseen in den Vereinigten Staaten verwenden spezielle Strommess- und Bewertungslisten, um die Zuflüsse in die Stauseen und die Abflüsse zu Bewässerungsbezirken, Wassergemeinden und anderen Nutzern von aufgefangenem Wasser zu bestimmen. Fluss-/Bach-Hydrographen verwenden tragbare und am Ufer montierte Geräte, um eine Abschnittsdurchflussrate von sich bewegendem Wasser durch einen Abschnitt und eine Strömung zu erfassen.

## Aufgaben der Hydrographie

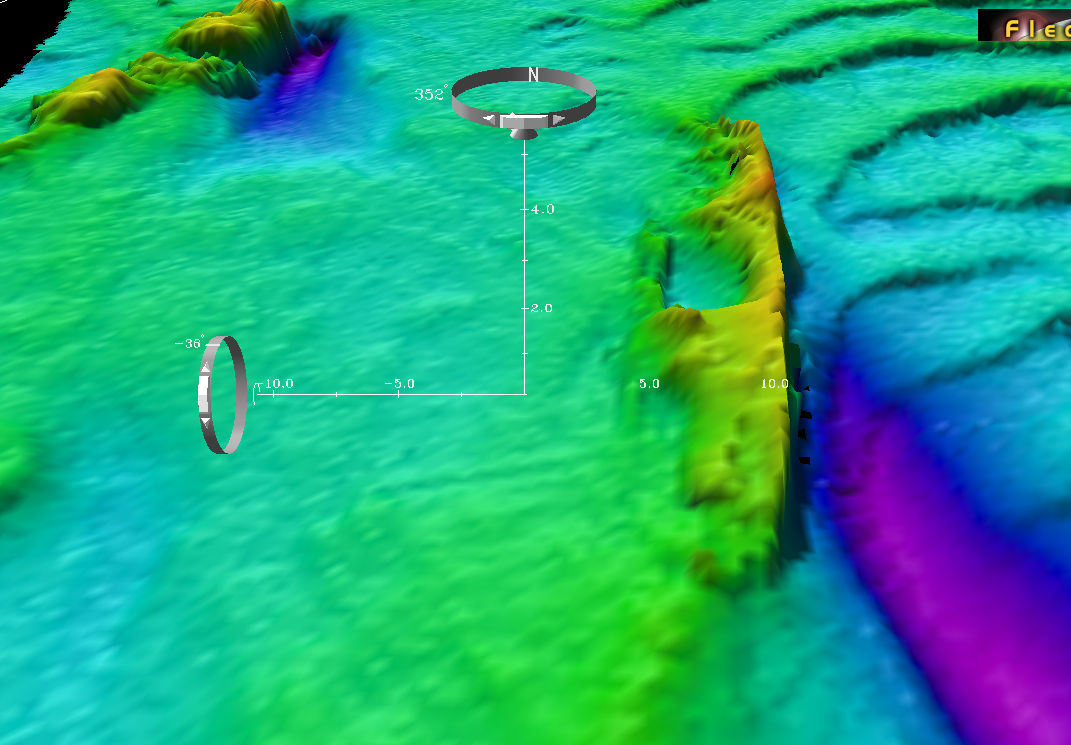
3-D-Darstellung eines Wracks

71 % der Erde ist mit Wasser bedeckt. Die Wissenschaft hat die Oberfläche des Planeten Mars besser kartiert als den Boden unter der Wasseroberfläche. Die wesentlichen Aufgabenbereiche der Hydrographie sind die Erfassung der Beschaffenheit und der Gestalt des Bodens unter Wasser
- zur Sicherstellung der Sicherheit und Leichtigkeit des Schiffsverkehrs
- für Planungen und Überwachungsmessungen für den Küstenschutz
- für die Überwachung der Gewässer (Sedimentierung, Zustand)
- für (Bau-)Ingenieuranwendungen (Pipeline, Windkraftanlagen, Brückenbau)
- für Explorationszwecke (Ressourcen aus dem Meer …)
- für die (Unterwasser-)Archäologie (Wracksuche, Siedlungsreste unter Wasser)
- für Forschungszwecke (Meereskunde, Polarforschung)

(siehe auch Manual on Hydrography der International Hydrographic Organization (IHO) unter Weblinks).
Etwa 80 % der Transporte in der Weltwirtschaft werden über den Seeweg durchgeführt. Die Schifffahrtsstraßen müssen regelmäßig überwacht werden, um Havarien zu vermeiden. Es gibt immer noch unzulänglich kartierte Bereiche, deren Befahrung eine Gefahr für die Natur (inkl. Mensch) darstellt. Eine Befahrung von Gebieten mit nicht aktualisierten Seekarten ist nicht erlaubt.

## Abgrenzung zur Bathymetrie
Eine hydrografische Übersicht unterscheidet sich von einer bathymetrischen Übersicht in einigen wichtigen Aspekten, besonders in einer Tendenz zu den geringsten Tiefen aufgrund der Sicherheitserfordernisse des ersteren und der geomorphologischen Beschreibungserfordernisse des letzteren. Historisch gesehen könnte dies beinhalten, dass Echolote unter Einstellungen durchgeführt werden, die auf die geringsten Tiefen ausgerichtet sind, aber in der modernen Praxis versuchen hydrografische Vermessungen typischerweise, die beobachteten Tiefen am besten zu messen, wobei die Anpassungen für die Navigationssicherheit nachträglich angewendet werden.
Eine bathymetrische Karte zeigt die Meerestopologie genauer als eine hydrographische.

## Weitere Definitionen

### UNESCO- und DIN-Definition
Die Hydrographie ist „die Wissenschaft und Praxis der Messung und Darstellung der Parameter, die notwendig sind, um die Beschaffenheit und Gestalt des Bodens der Gewässer, ihre Beziehung zum festen Land und den Zustand und die Dynamik der Gewässer zu beschreiben.“ (Definition nach United Nations Economic and Social Council, 1978)
Diese Definition ist auch in der DIN 18709-3 festgehalten. In der DIN werden die Bezeichnungen Gewässervermessung, Seevermessung und Binnengewässervermessung einheitlich mit "hydrographic surveying" ins Englische übertragen.

### Österreichische ÖNORM-Definition
In Österreich gibt es eine andere Vorstellung von Hydrographie. Sie wird hier der Hydrologie zugeordnet.

## Organisationen
Die internationale Koordination der hydrografischen Leistungen liegt bei der International Hydrographic Organization.
In Deutschland ist das Bundesamt für Seeschifffahrt und Hydrographie zuständig.
Das Hydrographische Amt des Vereinigten Königreichs ist eines der ältesten und liefert eine breite Palette von Karten an verbündete Militärorganisationen und die Öffentlichkeit.
In den Vereinigten Staaten wurde die hydrografische Kartierfunktion seit 1807 vom „Office of Coast Survey“ der National Oceanic and Atmospheric Administration innerhalb des Handelsministeriums übernommen.

## Messmethoden
Hydrographische Vermessungen unter Wasser werden von akustischen Methoden (Echolote, Sonare) in Verbindung mit satellitengestützter Positionierung des Messortes dominiert. Beispielhafte Messmethoden sind die
- Zentimetergenaue Positionsbestimmung des Schiffes über GNSS (GPS, GLONASS …)
- Lagewinkelbestimmung (Kurs, Rollen, Stampfen) des Schiffes über GNSS oder inertiale Sensoren
- Tiefenmessungen mit Einzelstrahl- und Fächerecholoten
- Bestimmung von Sedimentmächtigkeiten mit Sedimentecholoten
- Bildhafte Darstellung von Morphologie und Objekten mit SideScan Sonaren
- Detektion von magnetischen Metallteilen (Wracks, Anker) mit Magnetometern
- Bestimmung von Fließgeschwindigkeiten und -richtungen mit Ultraschall-Doppler-Profil-Strömungsmessern (ADCP)

Mit modernen Messverfahren können mehrere tausend Punkte pro Sekunde vermessen werden. Dabei können mit einigen Sensoren auch Aussagen über die Beschaffenheit des Meeresbodens getätigt werden.
Historisch erfolgte Tiefenmessung zuerst durch rein mechanisch wirkende Lotung durch eine Stange oder ein Senklot an einer Leine oder einem Draht; später auch durch Druckluftlot per nachgezogenem Schlauch und andere Methoden, die den Wasserdruck messen.
Mehr über die Messmethoden kann im frei verfügbaren Manual on Hydrography der IHO nachgeschlagen werden (siehe Weblinks).

## Ausbildung und Beruf
Hydrographen werden gesucht, die Einsatzmöglichkeiten sind vielfältig. Die Tätigkeitsfelder reichen vom Programmierer im Büro bis hin zum messenden Anwender auf dem Schiff. Es bieten sich gute Möglichkeiten, um im Ausland zu arbeiten.
Der Zugang zum Beruf gelingt über das Studium der Geodäsie und Geoinformatik oder verwandte Bereiche, auch Geowissenschaften. Im deutschsprachigen Raum gibt es eine spezielle englischsprachige Ausprägung des 2-jährigen Masterstudiengang M.Sc. Geodäsie und Geoinformatik an der HafenCity Universität Hamburg (HCU) mit höchster internationaler Zertifizierung (FIG/IHO/ICA Category A). Zulassungsvoraussetzungen: Bachelor oder Diplom in verwandtem Fachgebiet, nachgewiesene Englischkenntnisse. Hilfreich sind gute Kenntnisse in Mathematik, Physik und Erdkunde und gutes technisches Verständnis.
Lehre: Seevermessungstechniker in der öffentlichen Verwaltung
Weiterbildungsmöglichkeiten gibt es beispielsweise über die DHyG, den DVW, TECHAWI sowie Universität Kiel.